# Le Long de la jetée
Albums de Jean-Patrick Capdevielle
/2
(1980) L'Ennemi public
(1982)
Le Long de la jetée est le troisième album studio de Jean-Patrick Capdevielle. Il est sorti paru en 1981. 

## Historique
La chanson Señorita connut un certain succès, mais bien en deçà de Quand t'es dans le désert (1979) ou de Oh Chiquita (1980). Plus globalement, ce troisième album fut considéré comme une simple continuation des deux premiers, l'effet de surprise en moins. Capdevielle fut littéralement « assassiné » par la critique, à laquelle il répondit avec virulence à travers l'album suivant, justement titré L'Ennemi public.

## Liste des titres
| 1. | Tout flambe         | 5:15 |
| 2. | Kathy               | 4:04 |
| 3. | Ce côté de la ville | 4:50 |
| 4. | Le Vent chaud       | 3:50 |
| 5. | Señorita            | 5:42 |

| 1. | En dessous du pont  | 5:50 |
| 2. | Personne t'arrêtera | 3:55 |
| 3. | Le Long de la jetée | 9:32 |